# Josep Maria Queraltó i Bonell
Josep Maria Queraltó i Bonell (Vallbona de les Monges, Urgell, 1937) és un empresari i col·leccionista cinematogràfic i expert en material històric de producció audiovisual.
Establit a Barcelona, el 1974 fundà l'empresa Quelonic, dedicada a la fabricació d'equipaments cinematogràfics, responsable de l'equipament de gran part de multisales d'Espanya i Brasil. Això li va permetre aplegar una col·lecció de més de 20.000 peces relacionades amb el món del cinema. Hi destaca el primer model de cinematògraf, creat pels germans Lumière el 1895.
És membre de l'Acadèmia de Cinema Europeu, de l'Acadèmia de les Arts i les Ciències Cinematogràfiques d'Espanya (AACCE) i membre d'honor de l'Acadèmia del Cinema Català. Des de 1994 és membre de la Societat Catalana de Comunicació de l'Institut d'Estudis Catalans.
El Govern de Catalunya li concedí la Creu de Sant Jordi el 2013. El 2014 l'AACCE li concedí el Premi Segon de Chomon.

## Obres
- Il·lusió i moviment. De les ombres al film (2013) ISBN 978-84-9850-410-1